# Antoine Joseph Jobert de Lamballe
Antoine Joseph Jobert de Lamballe (Matignon, 17 dicembre 1799 – Passy, 19 aprile 1867) è stato un chirurgo francese.

## Biografia
Nacque a Matignon, studiò medicina a Parigi e nel 1830 divenne chirurgo all'Hôpital Saint-Louis. Fu eletto membro dell'Accademia di Medicina nel 1840 e all'Accademia delle Scienze nel 1856.
Jobert fu un chirurgo pieno di risorse, meglio conosciuto per il suo uso dell'autoplastie e, in particolare, per l'operazione della fistola vaginale.

## Opere
- Traité théorique et pratique des maladies chirurgicales du canal intestinal (1829)
- Etudes sur le système nerveux (1838)
- Traité de chirurgie plastique (1849)
- De la réunion en chirurgie (1864)